# Polinice (Alfieri)
(Benedetto Croce)
Polinice è una tragedia di Vittorio Alfieri.
Ideata insieme al Filippo nel 1775, venne pubblicata nel 1783 dopo varie revisioni.
L'opera è ispirata alla Tebaide di Stazio e a quella di Jean Racine, con la quale nella prima stesura (in francese, poiché Alfieri non si sentiva padrone dell'italiano) condivideva il titolo (Les frères ennemis).

## Trama
La storia si basa sulla contesa tra i due figli maschi di Edipo, Eteocle e Polinice, per il trono di Tebe.
Polinice ed Eteocle erano i figli che Edipo ebbe da Giocasta, la propria madre sposata inconsapevolmente. Alla scoperta del terribile errore, egli divenne pazzo e si cavò gli occhi. I suoi due figli gli succedettero congiuntamente al trono, ma decisero di regnare alternandosi un anno ciascuno. Polinice osservò fedelmente l'accordo, e alla scadenza del suo anno consegnò il trono ad Eteocle. Quest'ultimo, al contrario, non stette ai patti e rifiutò di riconsegnare il trono al fratello quando scaddero i suoi dodici mesi. All'inizio della tragedia, Polinice, che nel frattempo ha sposato la figlia di Adrasto, re di Argo, si sta avvicinando alle mura di Tebe alla testa dell'esercito argivo, per riavere ciò che gli spetta con il loro aiuto.
Titanica è la figura di Eteocle, tipico "tiranno" alfieriano, che a tal punto si immedesima nel potere di cui dispone che nonostante i patti intercorsi non ammette di lasciare il trono al fratello; in forte contrasto la figura dell'esule Polinice che, nonostante abbia raccolto un esercito per sostenere i suoi diritti si dichiara fino all'ultimo disponibile ad un accomodamento. Polinice è assai meno protagonista del fratello, appare come una vittima predestinata, avvolta da un'aura di tristezza.
L'azione è mossa da Creonte, zio dei protagonisti, che ambisce al trono: invece di conciliare, opera come "macchina nell'ombra" per rendere impossibile una riconciliazione fra i due.
Il tono tragico cala talvolta a causa dell'intrigo che complica l'argomento, ma sale altissimo in pagine isolate, specialmente nell'ultima scena, immaginata da Alfieri ancor più truce del mito classico. Infatti Eteocle, colpito a morte in battaglia dal fratello, viene portato di fronte alla madre Giocasta e alla sorella Antigone, e fingendo pentimento chiede di riappacificarsi col fratello prima di morire, ma abbracciandolo con le sue ultime forze lo trafigge, morendo nel momento della realizzazione del suo trionfo.
L'azione si svolge nella reggia di Tebe.

### Atto I
Giocasta e la figlia Antigone temono per il prossimo conflitto tra i due fratelli. Antigone mostra chiaramente di considerare Polinice il più meritevole tra di loro. Eteocle appare, e cerca di attrarre la madre dalla propria parte facendo leva sulla sacrilega invasione del territorio tebano compiuta da Polinice alla guida di un esercito straniero. Creonte, il fratello di Giocasta, finge di essere alleato di Eteocle, e si impegna ad assicurargli il trionfo, ma in realtà ciò che vuole è di ottenere il trono per sé.

### Atto II
I due fratelli rivali si incontrano alla presenza della madre. Dopo un amaro litigio, Eteocle finge di cedere alle suppliche di Giocasta, e si impegna a cedere il trono a Polinice, se egli ritirerà le truppe nemiche. Creonte riappare quando Polinice è solo, e abilmente si sforza di infiammare la furia di quest'ultimo verso Eteocle.

### Atto III
Quando può parlare ad Eteocle, Creonte usa con lui lo stesso linguaggio insinuante, e lo conduce al sommo dell'odio.
Antigone sa che Eteocle prende consigli da Creonte, e quando viene a conoscenza che egli sta cercando di guadagnare la fiducia anche di Polinice, avverte quest'ultimo di non fidarsi di lui.

### Atto IV
Eteocle propone che lui stesso ed il fratello prestino solenne giuramento di osservare in futuro la regola del regno ad anni alterni, e chiede a Polinice di essere il primo a bere, come pegno del giuramento, dal sacro calice. Polinice rifiuta e proclama, sotto l'effetto delle informazioni dategli a questo scopo da Creonte, che la bevanda è avvelenata. Eteocle lo nega, ma si rifiuta di assaggiare egli stesso il liquido, e impedisce anche a Giocasta di farlo, spargendolo a terra.
L'odio tra i due fratelli è al colmo: Eteocle consente a Polinice di uscire dalle mura di Tebe, ma tra loro dovrà aver luogo uno scontro decisivo.

### Atto V
Antigone racconta a Giocasta come si è verificato il duello mortale tra Eteocle e Polinice. Eteocle ha cercato con insistenza lo scontro col fratello nel mezzo della lotta tra Tebani ed Argivi, ma dopo esser riuscito a dare luogo al combattimento ha avuto la peggio, e Polinice si è visto quasi costretto a infliggergli una ferita mortale. A quel punto, come racconta poco dopo egli stesso, ha rivolto la spada contro di sé ma è stato fermato da Emone, figlio di Creonte.
Eteocle, riportato alla reggia, prima di spirare ha appena la forza di pugnalare a morte il fratello, davanti a Giocasta e Antigone, mentre finge di volerlo abbracciare e di voler accettare la sua richiesta di perdono. Eteocle muore rinnovando parole d'odio verso Polinice, il quale, al contrario, esala l'ultimo respiro perdonando il fratello.
Giocasta è disperata e vorrebbe a sua volta uccidersi, ma è trattenuta da Antigone:

## Edizioni
- Vittorio Alfieri, Tragedie, Sansoni 1985